# گاوسوار (ایوان)
گاوسوار (ایوان)، روستایی از توابع بخش مرکزی شهرستان ایوان در استان ایلام ایران است.

## جمعیت
این روستا در دهستان سراب قرار دارد و براساس سرشماری مرکز آمار ایران در سال ۱۳۸۵، جمعیت آن ۳۰۸ نفر (۶۶خانوار) بوده‌است.